# Theo Colborn
Theodora Emily Colborn (28. března 1927 – 14. prosince 2014) byla americká bioložka, známá zejména svými studiemi zdravotních účinků endokrinních disruptorů.
Je spoluautorkou popularizační knihy Our Stolen Future, která vyšla poprvé v roce 1996 a od té doby byla přeložena do dalších 17 jazyků.

## Dílo
- Colborn, Theo; Dumanoski, Dianne; Myers, John Peterson. Our Stolen Future: Are We Threatening Our Fertility, Intelligence, and Survival? A Scientific Detective Story. [s.l.]: Dutton, 1996. Dostupné online. ISBN 0-525-93982-2.
- COLBORN, Theo; ET AL. An Exploratory Study of Air Quality Near Natural Gas Operations. Human and Ecological Risk Assessment: An International Journal. 2014, s. 86–105. Dostupné online. doi:10.1080/10807039.2012.749447.
- COLBORN, Theo; ET AL. Natural Gas Operations from a Public Health Perspective. Human and Ecological Risk Assessment. 2011, s. 1039–1056. Dostupné online. doi:10.1080/10807039.2011.605662.
- COLBORN, Theo. Neurodevelopment and endocrine disruption. Environmental Health Perspectives. 2004, s. 944–949. Dostupné online.